# Station Rolandseck
Station Rolandseck is een spoorwegstation in de Duitse plaats Rolandseck bij Remagen. Dit sstation ligt aan de spoorlijn Keulen - Bingen langs de linkeroever van de Rijn.
| Serie | Treinsoort                 | Route | Bijzonderheden  |
| ----- | -------------------------- | --- | --------------- |
| RB 26 | Regionalbahn (Trans regio) | Köln Messe/Deutz – Köln Hbf – Brühl – Bonn Hbf – Bonn-Bad Godesberg – Rolandseck – Remagen – Andernach – Koblenz Hbf – Boppard Hbf – Oberwesel – Bingen (Rhein) Hbf – Ingelheim – Mainz Hbf | MittelrheinBahn |